# 黛安娜·福斯特
黛安娜·福斯特（英語：Diane Foster，1928年3月3日—1999年1月4日），加拿大女子田径运动员，主攻短跑。她曾代表加拿大参加1948年夏季奥林匹克运动会田径比赛，获得女子4×100米接力铜牌。